# The Rembrandts
The Rembrandts ([ðə 'rembrænts] «Рембрандти») — американський рок-дует, створений Філом Солемом (Phil Sōlem) і Денні Вайлдом (Danny Wilde) в 1989 році. Вони раніше працювали разом під назвою Great Buildings в 1981 році. The Rembrandts найбільш відомі своєю піснею «i'll Be There for You» («Я буду поряд»), яка стала дуже популярною завдяки комедійному телесеріалу «Друзі» (Friends). Вона досягла 17-го місця в Billboard Hot 100, попри те, що не була випущена як сингл.
Сингл був випущений за межами США, включаючи Велику Британію, де вона піднялася до 3-го місця в 1995 і 5-го місця в 1997 році. Успіх «Друзів» привів до більшої популярності гурту і збільшення продажів їх творів. У гурту раніше також був хіт «Just the Way It Is, Baby» в 1990 році.
The Rembrandts розпалися в 1997 році, але знов з'єдналися у 2000 році та записали новий альбом «Lost Together», який був випущений 12 травня 2001 року.

## Склад
- Філ Солем (Phil Sōlem), (1. 07. 1956), Дулут, штат Миннесота, США.
- Денні Уайлд (Danny Wilde) (ім'я при народженні: Денні Томас (Danny Thomas)), народився 3 червня, 1956 року в штаті Мен, США.

## Дискографія
- The Rembrandts (1990)
- Untitled (1992)
- Maybe Tomorrow (1993)
- LP (1995)
- Lost Together (2001)
- Choice Picks (2005)